# Acrochila simpsonii
Acrochila simpsonii là một loài rêu tản trong họ Plagiochilaceae. Loài này được (W. Martin & E.A. Hodgs.) R.M. Schust. miêu tả khoa học lần đầu tiên năm 1963.